# Liste der Monuments historiques in Saint-Trivier-de-Courtes
Die Liste der Monuments historiques in Saint-Trivier-de-Courtes führt die Monuments historiques in der französischen Gemeinde Saint-Trivier-de-Courtes auf.

## Liste der Bauwerke
| Bezeichnung          | Beschreibung                             | Standort | Kennzeichnung | Schutzstatus | Datum | Bild           |
| -------------------- | ---------------------------------------- | -------- | ------------- | ------------ | ----- | -------------- |
| Kirche St-Trivier    | Erbaut im 14./15. Jahrhundert            | (Lage)   | PA00116570    | Inscrit      | 1982  | weitere Bilder |
| Ferme de Grandval    | Bauernhof, erbaut im 17./18. Jahrhundert | (Lage)   | PA00116571    | Classé       | 1981  | weitere Bilder |
| Ferme de Molardoury  | Bauernhof, erbaut im 17./18. Jahrhundert | (Lage)   | PA00116574    | Inscrit      | 1925  | weitere Bilder |
| Ferme de la Servette | Bauernhof                                | (Lage)   | PA00116572    | Inscrit      | 1944  | weitere Bilder |
| Ferme du Tremblay    | Bauernhof, erbaut im 18./19. Jahrhundert | (Lage)   | PA00116573    | Inscrit      | 2003  | weitere Bilder |

## Liste der Objekte
- Monuments historiques (Objekte) in Saint-Trivier-de-Courtes in der Base Palissy des französischen Kultusministeriums